# Liste de tribus reconnues par le gouvernement fédéral des États-Unis
Au 8 janvier 2024, 574 tribus amérindiennes américaines (en) sont reconnues par le Bureau des affaires indiennes (BIA) des États-Unis. 228 tribus reconnues au niveau fédéral se trouvent en Alaska et 109 en Californie.

## Histoire
Aux États-Unis, les tribus amérindiennes possèdent un statut particulier reconnu jusqu'au Congrès des États-Unis[pas clair].
Au cours des années 1970, les difficultés administratives croissantes concernant les tribus entraînent un besoin criant de déterminer quelle tribu est éligible ou pas à une reconnaissance fédérale. 
En 1978, suivant les décisions prises par la Commission des revendications indiennes, le BIA publie les règles et procédures finales que doivent rencontrer[pas clair] les tribus désirant obtenir une reconnaissance fédérale. On y trouve ainsi sept critères et le Federal Acknowledgment Process peut prendre des années, voire des dizaines d'années,.
Le 8 janvier 2024, le Registre fédéral des États-Unis (en) publie une liste officielle des 574 tribus qui sont des « entités indiennes reconnues et ayant droit aux services du BIA, ».
- Haut – A
- B
- C
- D
- E
- F
- G
- H
- I
- J
- K
- L
- M
- N
- O
- P
- Q
- R
- S
- T
- U
- V
- W
- X
- Y
- Z
- 0-9

## A
- Absentee-Shawnee Tribe of Indians of Oklahoma (en)
- Agua Caliente Band of Cahuilla Indians of the Agua Caliente Indian Reservation, California (en)
- Ak Chin Indian Community of the Maricopa (Ak Chin) Indian Reservation, Arizona (en)
- Alabama-Coushatta Tribe of Texas (en)
(autrefois Alabama-Coushatta Tribes of Texas (en))
- Alabama-Quassarte Tribal Town, Oklahoma (en)
- Alturas Indian Rancheria, California (en)
- Apache Tribe of Oklahoma (en)
- Réserve indienne de Wind River
- Aroostook Band of Micmac (en)
(autrefois Aroostook Band of Micmac Indians of Maine (en))
- Réserve indienne de Fort Peck
- Augustine Band of Cahuilla Indians, California (en)
(autrefois Augustine Band of Cahuilla Mission Indians of the Augustine Reservation, California (en))

## B
- Bad River Band of the Lake Superior Tribe of Chippewa Indians of the Bad River Reservation, Wisconsin (en)
- Bay Mills Indian Community, Michigan (en)
- Bear River Band of the Rohnerville Rancheria, California (en)
- Berry Creek Rancheria of Maidu Indians of California (en)
- Big Lagoon Rancheria, California (en)
- Big Pine Paiute Tribe of the Owens Valley (en)
(déjà listé sous Big Pine Band of Owens Valley Paiute Shoshone Indians of the Big Pine Reservation, California (en))
- Big Sandy Rancheria of Western Mono Indians of California (en)
(déjà listé sous Big Sandy Rancheria of Mono Indians of California (en))
- Big Valley Band of Pomo Indians of the Big Valley Rancheria, California (en)
- Bishop Paiute Tribe (en)
(déjà listé sous Paiute-Shoshone Indians of the Bishop Community of the Bishop Colony, California (en))
- Réserve indienne des Blackfeet
- Blue Lake Rancheria, California (en)
- Bridgeport Indian Colony (en)
(déjà listé sous Bridgeport Paiute Indian Colony of California (en))
- Buena Vista Rancheria of Me-Wuk Indians of California (en)
- Burns Paiute Tribe (en)
(déjà listé sous Burns Paiute Tribe of the Burns Paiute Indian Colony of Oregon (en))

## C
- Cabazon Band of Mission Indians, California (en)
(déjà listé sous Cabazon Band of Cahuilla Mission Indians of the Cabazon Reservation (en))
- Cachil DeHe Band of Wintun Indians of the Colusa Indian Community of the Colusa Rancheria, California (en)
- Caddos
- Cahto Tribe (en)
(déjà listé sous Cahto Indian Tribe of the Laytonville Rancheria, California (en))
- Cahuilla Band of Mission Indians of the Cahuilla Reservation, California (en)
- Tribu Miwok de la Vallée de Californie
- Campo Band of Diegueno Mission Indians of the Campo Indian Reservation, California (en)
- Capitan Grande Band of Diegueno Mission Indians of California (en) :
  - Barona Group of Capitan Grande Band of Mission Indians of the Barona Reservation, California (en)
  - Viejas (Baron Long) Group of Capitan Grande Band of Mission Indians of the Viejas Reservation, California (en)
- Catawba
- Cayuga Nation of New York (en)
- Cedarville Rancheria, California (en)
- Chemehuevi Indian Tribe of the Chemehuevi Reservation, California (en)
- Cher-Ae Heights Indian Community of the Trinidad Rancheria, California (en)
- Cherokee Nation, Oklahoma (en)
- Cheyenne and Arapaho Tribes, Oklahoma (en)
(autrefois Cheyenne-Arapaho Tribes of Oklahoma (en))
- Réserve indienne de Cheyenne River
- Nation Chickasaw
- Chicken Ranch Rancheria of Me-Wuk Indians of California (en)
- Chippewa-Cree Indians of the Rocky Boy's Reservation, Montana (en)
- Chitimachas
- Choctaw Nation of Oklahoma (en)
- Citizen Potawatomi Nation, Oklahoma (en)
- Cloverdale Rancheria of Pomo Indians of California (en)
- Cocopah Tribe of Arizona (en)
- Cœur d'Alène
- Cold Springs Rancheria of Mono Indians of California (en)
- Colorado River Indian Tribes of the Colorado River Indian Reservation, Arizona and California (en)
- Comanches
- Têtes-Plates
- Réserve indienne des Yakamas
- Confédération des tribus de Siletz
- Confederated Tribes of the Chehalis Reservation, Washington (en)
- Réserve indienne de Colville
- Confederated Tribes of the Coos, Lower Umpqua and Siuslaw Indians of Oregon (en)
- Confederated Tribes of the Goshute Reservation, Nevada and Utah (en)
- Tribus confédérées de la communauté de Grand Ronde
- Confederated Tribes of the Umatilla Indian Reservation (en)
(déjà listé sous Confederated Tribes of the Umatilla Reservation, Oregon (en)
- Tribus confédérées de Warm Springs
- Coquille Indian Tribe (en)
(déjà listé sous Coquille Tribe of Oregon (en)}
- Cortina Indian Rancheria of Wintun Indians of California (en)
- Coushatta Tribe of Louisiana (en)
- Bande Cow Creek de la tribu indienne Umpqua
(déjà listé sous bande Cow Creek des Indiens Umpqua de l'Oregon)
- Cowlitz Indian Tribe, Washington (en)
- Coyote Valley Reservation (en)
(formerly Coyote Valley Band of Pomo Indians of California (en))
- Crow Creek Sioux Tribe of the Crow Creek Reservation, South Dakota (en)
- Crows

## D
- Death Valley Timbi-Sha Shoshone Band of California (en)
- Nation Delaware
(autrefois Absentee Delaware Tribe of Western Oklahoma)
- Delaware Tribe of Indians, Oklahoma (en)
(autrefois Cherokee Delaware)
(autrefois Eastern Delaware)
- Dry Creek Rancheria Band of Pomo Indians, California (en)
(déjà listé sous Dry Creek Rancheria of Pomo Indians of California (en))
- Duckwater Shoshone Tribe of the Duckwater Reservation, Nevada (en)

## E
- Eastern Band of Cherokee Indians (en)
(déjà listé sous Eastern Band of Cherokee Indians of North Carolina (en))
- Eastern Shawnee Tribe of Oklahoma (en)
- Elem Indian Colony of Pomo Indians of the Sulphur Bank Rancheria, California (en)
- Elk Valley Rancheria, California (en)
- Ely Shoshone Tribe of Nevada (en)
- Enterprise Rancheria of Maidu Indians of California (en)
- Ewiiaapaayp Band of Kumeyaay Indians, California (en)
(autrefois Cuyapaipe Community of Diegueno Mission Indians of the Cuyapaipe Reservation (en))

## F
- Federated Indians of Graton Rancheria, California (en)
(autrefois Graton Rancheria (en))
(autrefois Federated Coast Miwok (en))
- Flandreau Santee Sioux Tribe of South Dakota (en)
- Forest County Potawatomi Community, Wisconsin (en)
- Fort Belknap Indian Community of the Fort Belknap Reservation of Montana (en)
- Fort Bidwell Indian Community of the Fort Bidwell Reservation of California (en)
- Fort Independence Indian Community of Paiute Indians of the Fort Independence Reservation, California (en)
- Fort McDermitt Paiute and Shoshone Tribes of the Fort McDermitt Indian Reservation, Nevada and Oregon (en)
- Fort McDowell Yavapai Nation, Arizona (en)
(autrefois Fort McDowell Mohave-Apache Community of the Fort McDowell Indian Reservation (en))
- Fort Mojave Indian Tribe of Arizona, California & Nevada (en)
- Fort Sill Apache Tribe of Oklahoma (en)

## G
- Gila River Indian Community of the Gila River Indian Reservation, Arizona (en)
- Grand Traverse Band of Ottawa and Chippewa Indians, Michigan (en)
- Greenville Rancheria (en)
(déjà listé sous Greenville Rancheria of Maidu Indians of California (en))
- Grindstone Indian Rancheria of Wintun-Wailaki Indians of California (en)
- Guidiville Rancheria of California (en)

## H
- Habematolel Pomo of Upper Lake, California (en)
(autrefois Upper Lake Band of Pomo Indians of Upper Lake Rancheria of California (en))
- Hannahville Indian Community, Michigan (en)
- Havasupai
- Ho-Chunk Nation of Wisconsin (en)
(autrefois Wisconsin Winnebago Tribe (en))
- Hoh
- Hupas
- Hopis
- Hopland Band of Pomo Indians, California (en)
(formerly Hopland Band of Pomo Indians of the Hopland Rancheria, California (en))
- Houlton Band of Maliseet Indians of Maine (en)
- Houmas
- Hualapai Indian Tribe of the Hualapai Indian Reservation, Arizona (en)

## I
- Iipay Nation of Santa Ysabel, California (en)
(autrefois Santa Ysabel Band of Diegueno Mission Indians of the Santa Ysabel Reservation (en))
- Inaja Band of Diegueno Mission Indians of the Inaja and Cosmit Reservation, California (en)
- Ione Band of Miwok Indians of California (en)
- Iowa Tribe of Kansas and Nebraska (en)
- Iowa Tribe of Oklahoma (en)

## J
- Jackson Rancheria of Me-Wuk Indians of California (en)
- Jamestown S'Klallam Tribe of Washington (en)
- Jamul Indian Village of California (en)
- Jena Band of Choctaw Indians, Louisiana (en)
- Jicarillas

## K
- Kaibab Band of Paiute Indians of the Kaibab Indian Reservation, Arizona (en)
- Kalispel Indian Community of the Kalispel Reservation, Washington (en)
- Karuk Tribe (en)
(déjà listé sous Karuk Tribe of California (en))
- Kashia Band of Pomo Indians of the Stewarts Point Rancheria, California (en)
- Kaws
- Kewa Pueblo, New Mexico (en)
(autrefois Pueblo of Santo Domingo (en))
- Keweenaw Bay Indian Community, Michigan (en)
- Kialegee Tribal Town, Oklahoma (en)
- Kickapoo Traditional Tribe of Texas (en)
(autrefois Texas Band of Traditional Kickapoo (en))
- Kickapoo Tribe of Indians of the Kickapoo Reservation in Kansas (en)
- Kickapoo Tribe of Oklahoma (en)
- Kiowas
- Klamath Tribes, Oregon (en)
- Kootenai Tribe of Idaho

## L
- La Jolla Band of Luiseno Indians, California (en)
(autrefois La Jolla Band of Luiseno Mission Indians of the La Jolla Reservation, California (en))
- La Posta Band of Diegueno Mission Indians of the La Posta Indian Reservation, California (en)
- Lac Courte Oreilles Band of Lake Superior Chippewa Indians of Wisconsin (en)
- Lac du Flambeau Band of Lake Superior Chippewa Indians of the Lac du Flambeau Reservation of Wisconsin (en)
- Lac Vieux Desert Band of Lake Superior Chippewa Indians, Michigan (en)
- Las Vegas Tribe of Paiute Indians of the Las Vegas Indian Colony, Nevada (en)
- Little River Band of Ottawa Indians, Michigan (en)
- Little Traverse Bay Bands of Odawa Indians, Michigan (en)
- Lone Pine Paiute-Shoshone Tribe (en)
(déjà listé sous Paiute-Shoshone Indians of the Lone Pine Community of the Lone Pine Reservation, California (en))
- Los Coyotes Band of Cahuilla and Cupeno Indians of the Los Coyotes Reservation, California (en)
(déjà listé sous Los Coyotes Band of Cahuilla & Cupeno Indians of the Los Coyotes Reservation, California (en)
(autrefois Los Coyotes Band of Cahuilla Mission Indians of the Los Coyotes Reservation (en))
- Lovelock Paiute Tribe of the Lovelock Indian Colony, Nevada (en)
- Lower Brule Sioux Tribe of the Lower Brule Reservation, South Dakota (en)
- Lower Elwha Tribal Community (en)
(déjà listé sous Lower Elwha Tribal Community of the Lower Elwha Reservation, Washington (en))
- Lower Lake Rancheria, California (en)
- Lower Sioux Indian Community in the State of Minnesota (en)
- Lummi
- Lytton Rancheria of California (en)

## M
- Makah Indian Tribe of the Makah Indian Reservation, Washington (en)
- Manchester Band of Pomo Indians of the Manchester Rancheria, California (en)
(déjà listé sous Manchester Band of Pomo Indians of the Manchester-Point Arena Rancheria, California (en))
- Manzanita Band of Diegueno Mission Indians of the Manzanita Reservation, California (en)
- Mashantucket Pequot Indian Tribe (en)
(déjà listé sous Mashantucket Pequot Tribe of Connecticut (en)
- Mashpee Wampanoag Indian Tribal Council, Inc. (en)
(déjà listé sous Mashpee Wampanoag Tribe, Massachusetts (en))
- Match-e-be-nash-she-wish Band of Pottawatomi Indians of Michigan (en)
(autrefois sous Gun Lake Indian Tribe (en))
(autrefois sous Gun Lake Village Band & Ottawa Colony Band of Grand River Ottawa Indians (en))
- Mechoopda Indian Tribe of Chico Rancheria, California (en)
- Menominee (peuple)
- Mesa Grande Band of Diegueno Mission Indians of the Mesa Grande Reservation, California (en)
- Mescaleros
- Miami Tribe of Oklahoma (en)
- Mikasukis
- Middletown Rancheria of Pomo Indians of California (en)
- Minnesota Chippewa Tribe, Minnesota (en)
  - Bois Forte Band (en) (Nett Lake)
  - Fond du Lac Band (en)
  - Grand Portage Band (en)
  - Leech Lake Indian Reservation
  - Mille Lacs Band (en)
  - White Earth Band (en)
- Mississippi Band of Choctaw Indians (en)
(déjà listé sous Mississippi Band of Choctaw Indians, Mississippi (en))
- Moapa Band of Paiute Indians of the Moapa River Indian Reservation, Nevada (en)
- Modoc Tribe of Oklahoma (en)
- Mohegan Indian Tribe of Connecticut (en)
- Mooretown Rancheria of Maidu Indians of California (en)
- Morongo Band of Mission Indians, California (en)
(autrefois Morongo Band of Cahuilla Mission Indians of the Morongo Reservation, California (en))
- Muckleshoot

## N
- Narragansetts
- Nation navajo
- Nez-Percés
- Nisqually Indian Tribe (en)
(déjà listé sous Nisqually Indian Tribe of the Nisqually Reservation, Washington (en))
- Nooksacks
- Réserve des Cheyennes du Nord
- Northfork Rancheria of Mono Indians of California (en)
- Northwestern Band of Shoshoni Nation (en)
(déjà listé sous Northwestern Band of Shoshoni Nation of Utah (Washakie) (en))
- Nottawaseppi Huron Band of the Potawatomi, Michigan (en)
(autrefois Huron Potawatomi, Inc. (en))

## O
- Oglalas
- Ohkay Owingeh, New Mexico (en)
(autrefois Pueblo of San Juan (en))
- Omahas
- Oneida Nation of New York (en)
- Oneida Tribe of Indians of Wisconsin (en)
- Onandaga
- Otoe-Missouria Tribe of Indians, Oklahoma (en)
- Ottawa Tribe of Oklahoma (en)

## P
- Paiute Indian Tribe of Utah (en)
  - Cedar Band of Paiutes (en) (autrefois Cedar City Band of Paiutes (en))
  - Kanosh Band of Paiutes (en)
  - Koosharem Band of Paiutes (en)
  - Indian Peaks Band of Paiutes (en)
  - Shivwits Band of Paiutes (en)
- Paiute-Shoshone Tribe of the Fallon Reservation and Colony, Nevada (en)
- Pala Band of Luiseno Mission Indians of the Pala Reservation, California (en)
- Pascua Yaqui Tribe of Arizona (en)
- Paskenta Band of Nomlaki Indians of California (en)
- Passamaquoddys
- Pauma Band of Luiseno Mission Indians of the Pauma & Yuima Reservation, California (en)
- Pawnee Nation of Oklahoma
- Pechanga Band of Luiseno Mission Indians of the Pechanga Reservation, California (en)
- Pentagouets
- Peoria
- Picayune Rancheria of Chukchansi Indians of California (en)
- Pinoleville Pomo Nation, California (en)
(autrefois Pinoleville Rancheria of Pomo Indians of California (en))
- Pit River Tribe, California (en)
  - XL Ranch (en)
  - Big Bend Rancheria (en)
  - Likely Rancheria (en)
  - Lookout Rancheria (en)
  - Montgomery Creek Rancheria (en)
  - Roaring Creek Rancheria (en)
- Poarch Band of Creeks (en)
(déjà listé sous Poarch Band of Creek Indians of Alabama (en))
(autrefois Creek Nation East of the Mississippi (en))
- Pokagon Band of Potawatomi Indians, Michigan and Indiana (en)
- Ponca Tribe of Indians of Oklahoma (en)
- Ponca Tribe of Nebraska (en)
- Port Gamble Band of S’Klallam Indians (en)
(déjà listé sous Port Gamble Indian Community of the Port Gamble Reservation, Washington (en))
- Potter Valley Tribe, California (en)
(autrefois Potter Valley Rancheria of Pomo Indians of California (en))
- Prairie Band Potawatomi Nation (en)
(déjà listé sous Prairie Band of Potawatomi Nation, Kansas (en))
(autrefois Prairie Band of Potawatomi Indians (en))
- Prairie Island Indian Community in the State of Minnesota (en)
- Pueblo Acoma
- Pueblo of Cochiti, New Mexico (en)
- Isleta
- Pueblo of Jemez, New Mexico (en)
- Pueblo of Laguna, New Mexico (en)
- Pueblo of Nambe, New Mexico (en)
- Picuris
- Pojoaque
- Pueblo of San Felipe, New Mexico (en)
- Pueblo of San Ildefonso, New Mexico (en)
- Grotte de Sandia
- Pueblo of Santa Ana, New Mexico (en)
- Pueblo of Santa Clara, New Mexico (en)
- Pueblo de Taos
- Pueblo of Tesuque, New Mexico (en)
- Pueblo of Zia, New Mexico (en)
- Puyallups
- Pyramid Lake Paiute Tribe of the Pyramid Lake Reservation, Nevada (en)

## Q
- Quapaws
- Quartz Valley Indian Community of the Quartz Valley Reservation of California (en)
- Quechans
- Quileutes
- Quinault Indian Nation (en)
(déjà listé sous Quinault Tribe of the Quinault Reservation, Washington (en))

## R
- Ramona Band of Cahuilla, California (en)
(autrefois Ramona Band or Village of Cahuilla Mission Indians of California (en))
- Red Cliff Band of Lake Superior Chippewa Indians of Wisconsin (en)
- Red Lake Band of Chippewa Indians, Minnesota (en)
- Redding Rancheria, California (en)
- Redwood Valley or Little River Band of Pomo Indians of the Redwood Valley Rancheria California (en)
(déjà listé sous Redwood Valley Rancheria of Pomo Indians of California (en)
- Reno-Sparks Indian Colony, Nevada (en)
- Resighini Rancheria, California (en)
(autrefois Coast Indian Community of Yurok Indians of the Resighini Rancheria (en))
- Rincon Band of Luiseno Mission Indians of the Rincon Reservation, California (en)
- Robinson Rancheria Band of Pomo Indians, California (en)
(déjà listé sous Robinson Rancheria of Pomo Indians of California (en)}
- Rosebud Sioux Tribe of the Rosebud Indian Reservation, South Dakota (en)
- Round Valley Indian Tribes, Round Valley Reservation, California (en)
(déjà listé sous Round Valley Indian Tribes of the Round Valley Reservation, California (en))
(autrefois Covelo Indian Community (en))

## S
- Sac & Fox Nation of Missouri in Kansas and Nebraska (en)
- Sauk et Fox
- Sac & Fox Tribe of the Mississippi in Iowa (en)
- Saginaw Chippewa Indian Tribe of Michigan (en)
- Saint Regis Mohawk Tribe, New York (en)
(autrefois St. Regis Band of Mohawk Indians of New York (en))
- Salt River Pima-Maricopa Indian Community of the Salt River Reservation, Arizona
- Samish Indian Nation (en)
(déjà listé sous Samish Indian Tribe, Washington (en))
- San Carlos Apache Tribe of the San Carlos Reservation, Arizona (en)
- San Juan Southern Paiute Tribe of Arizona (en)
- San Manuel Band of Mission Indians, California (en)
(déjà listé sous San Manuel Band of Serrano Mission Indians of the San Manuel Reservation, California (en))
- San Pasqual Band of Diegueno Mission Indians of California (en)
- Santa Rosa Band of Cahuilla Indians, California (en)
(autrefois Santa Rosa Band of Cahuilla Mission Indians of the Santa Rosa Reservation (en))
- Santa Rosa Indian Community of the Santa Rosa Rancheria, California (en)
- Santa Ynez Band of Chumash Mission Indians of the Santa Ynez Reservation, California (en)
- Santee Sioux Nation, Nebraska (en)
(autrefois Santee Sioux Tribe of the Santee Reservation of Nebraska (en))
- Sauk-Suiattle Indian Tribe (en)
(déjà listé sous Sauk-Suiattle Indian Tribe of Washington (en))
- Sault Ste. Marie Tribe of Chippewa Indians of Michigan (en)
- Scotts Valley Band of Pomo Indians of California (en)
- Seminole Tribe of Florida (en)
(previously also listing its reservations:)
  - Dania Reservation (en)
  - Réserve indienne de Big Cypress
  - Réserve indienne de Brighton
  - Hollywood Reservation (en)
  - Tampa Reservation (en)
- Seneca Nation of Indians (en)
(déjà listé sous Seneca Nation of New York (en))
- Seneca-Cayuga Tribe of Oklahoma (en)
- Shakopee Mdewakanton Sioux Community of Minnesota (en)
- Shawnee Tribe (en)
(déjà listé sous Shawnee Tribe, Oklahoma (en))
- Sherwood Valley Rancheria of Pomo Indians of California (en)
- Shingle Springs Band of Miwok Indians, Shingle Springs Rancheria (Verona Tract), California (en)
- Shinnecock Indian Nation (en)
(déjà listé sous Shinnecock Indian Nation, New York (en))
- Shoalwater Bay Indian Tribe of the Shoalwater Bay Indian Reservation (en)
(déjà listé sous Shoalwater Bay Tribe of the Shoalwater Bay Indian Reservation, Washington (en))
- Réserve indienne de Wind River
- Shoshone-Bannock Tribes of the Fort Hall Reservation of Idaho (en)
- Shoshone-Paiute Tribes of the Duck Valley Reservation, Nevada (en)
- Sisseton-Wahpeton
- Skokomish Indian Tribe (en)
(déjà listé sous Skokomish Indian Tribe of the Skokomish Reservation, Washington (en))
- Skull Valley Band of Goshute Indians of Utah (en)
- Smith River Rancheria, California (en)
- Snoqualmie Indian Tribe (en)
(déjà listé sous Snoqualmie Tribe, Washington (en))
- Soboba Band of Luiseno Indians, California (en)
(autrefois Soboba Band of Luiseno Mission Indians of the Soboba Reservation (en))
- Sokaogon Chippewa Community, Wisconsin (en)
- Southern Ute Indian Tribe of the Southern Ute Reservation, Colorado (en)
- Spirit Lake Tribe, North Dakota (en)
- Spokane (peuple)
- Squaxin Island Tribe of the Squaxin Island Reservation (en)
(déjà listé sous Squaxin Island Tribe of the Squaxin Island Reservation, Washington (en))
- St. Croix Chippewa Indians of Wisconsin (en)
- Réserve indienne de Standing Rock
- Stillaguamish Tribe of Indians of Washington (en)
(déjà listé sous Stillaguamish Tribe of Washington (en))
- Stockbridge Munsee Community, Wisconsin (en)
- Summit Lake Paiute Tribe of Nevada (en)
- Suquamish Indian Tribe of the Port Madison Reservation (en)
(déjà listé sous Suquamish Indian Tribe of the Port Madison Reservation, Washington (en))
- Susanville Indian Rancheria, California (en)
- Swinomish Indians of the Swinomish Reservation of Washington (en)
(déjà listé sous Swinomish Indians of the Swinomish Reservation, Washington (en))
- Sycuan Band of the Kumeyaay Nation (en)
(autrefois Sycuan Band of Diegueno Mission Indians of California (en))

## T
- Table Mountain Rancheria of California (en)
- Tejon Indian Tribe (en)
(déjà listé sous Tejon Indian Tribe of California (en))
- Te-Moak Tribe of Western Shoshone Indians of Nevada (en)
Four constituent bands:
  - Battle Mountain Band (en)
  - Elko Band (en)
  - South Fork Band (en)
  - Wells Band (en)
- The Muscogee (Creek) Nation (en)
(déjà listé sous Muscogee (Creek) Nation, Oklahoma (en))
- Osages
(déjà listé sous Osage Tribe, Oklahoma)
- The Seminole Nation of Oklahoma (en)
(déjà listé sous Seminole Nation of Oklahoma (en))
- Thlopthlocco Tribal Town, Oklahoma (en)
- Mandans, Hidatsas et Arikaras
- Tohono O'odham Nation of Arizona (en)
(autrefois Papago Indian Tribe (en))
- Sénécas
- Tonkawas
- Tonto Apache Tribe of Arizona (en)
- Torres Martinez Desert Cahuilla Indians, California (en)
(autrefois Torres-Martinez Band of Cahuilla Mission Indians of California (en))
- Tulalip Tribes of Washington (en)
(déjà listé sous Tulalip Tribes of the Tulalip Reservation, Washington (en))
- Tule River Indian Tribe of the Tule River Reservation, California (en)
- Tunica-Biloxi
- Tuolumne Band of Me-Wuk Indians of the Tuolumne Rancheria of California (en)
- Turtle Mountain Band of Chippewa Indians of North Dakota (en)
- Tuscaroras
- Twenty-Nine Palms Band of Mission Indians of California (en)

## U
- United Auburn Indian Community of the Auburn Rancheria of California (en)
- United Keetoowah Band of Cherokee Indians in Oklahoma (en)
- Upper Sioux Indian Reservation
- Upper Skagit Indian Tribe (en)
(déjà listé sous Upper Skagit Indian Tribe of Washington (en))
- Ute Indian Tribe of the Uintah & Ouray Reservation, Utah (en)
- Ute Mountain Tribe of the Ute Mountain Reservation, Colorado, New Mexico & Utah (en)
- Utu Utu Gwaitu Paiute Tribe of the Benton Paiute Reservation, California (en)

## W
- Walker River Paiute Tribe of the Walker River Reservation, Nevada (en)
- Wampanoag Tribe of Gay Head (Aquinnah) (en)
(déjà listé sous Wampanoag Tribe of Gay Head (Aquinnah) of Massachusetts (en))
(autrefois Wampanoag Tribal Council of Gay Head, Inc. (en))
- Washoe Tribe of Nevada & California (en)
  - Carson Colony (en)
  - Dresslerville Colony (en)
  - Woodfords Community (en)
  - Stewart Community (en)
  - Washoe Ranches (en)
- White Mountain Apache Tribe of the Fort Apache Reservation, Arizona (en)
- Wichitas
- Wilton Rancheria, California (en)
- Winnebago Tribe of Nebraska (en)
- Winnemucca Indian Colony of Nevada (en)
- Wiyot Tribe, California (en)
(déjà listé sous Table Bluff Reservation—Wiyot Tribe (en))
- Wyandotte Nation (en)
(déjà listé sous Wyandotte Nation, Oklahoma (en))

## Y
- Yankton Sioux Tribe of South Dakota (en)
- Yavapai-Apache Nation of the Camp Verde Indian Reservation, Arizona (en)
- Yavapai-Prescott Indian Tribe (en)
(déjà listé sous Yavapai-Prescott Tribe of the Yavapai Reservation, Arizona (en))
- Yerington Paiute Tribe of the Yerington Colony & Campbell Ranch, Nevada (en)
- Yocha Dehe Wintun Nation, California (en)
(autrefois Rumsey Indian Rancheria of Wintun Indians of California (en))
- Yomba Shoshone Tribe of the Yomba Reservation, Nevada (en)
- Ysleta del Sur
- Yurok Tribe of the Yurok Reservation, California (en)

## Z
- Zuñi

### Registre fédéral

#### Version actuelle
- (en) Federal Register, volume 78, numéro 87, 6 mai 2013 (78 FR (en) 26384) – 566 entrées

#### Anciennes version
- (en) Federal Register, volume 77, numéro 155, 10 août 2012 (77 FR (en) 47868) – 566 entrées
- (en)Federal Register, volume 75, numéro 190, 1er octobre 2010 (75 FR (en) 60810), avec un supplémentaire, volume 75, numéro 207, 27 octobre 2010 (75 FR (en) 66124) – 565+1 entrées
- (en)Federal Register, volume 74, numéro 153, 11 août 2009 (74 FR (en) 40218) – 564 entrées
- (en)Federal Register, volume 73, numéro 66, 4 avril 2008 (73 FR (en) 18553) – 562 entrées
- (en)Federal Register, volume 72, numéro 55, 22 mars 2007 (72 FR (en) 13648) – 561 entrées
- (en)Federal Register, volume 70, numéro 226, 25 novembre 2005 (70 FR (en) 71194) – 561 entrées
- (en)Federal Register, volume 68, numéro 234, 5 décembre 2003 (68 FR (en) 68180) – 562 entrées
- (en)Federal Register, volume 67, numéro 134, 12 juillet 2002 (67 FR (en) 46328) – 562 entrées
- (en)Federal Register, volume 65, numéro 49, 13 mars 2000 (65 FR (en) 13298) – 556 entrées
- (en)Federal Register, volume 63, numéro 250, 30 décembre 1998 (63 FR (en) 71941) – 555 entrées
- (en)Federal Register, volume 62, numéro 205, 23 octobre 1997 (62 FR (en) 55270) – 555 entrées
- (en)Federal Register, volume 61, numéro 220, 13 novembre 1996 (61 FR (en) 58211) – 555 entrées
- (en)Federal Register, volume 60, numéro 32, 16 février 1995 (60 FR (en) 9250) – 552 entrées
- (en)Federal Register, volume 58, numéro 202, 21 octobre 1993 (58 FR (en) 54364)
- (en)Federal Register, volume 53, numéro 250, 29 décembre 1988 (53 FR (en) 52829)
- (en)Federal Register, volume 47, numéro 227, 24 novembre 1982 (47 FR (en) 53133) Première présence de l'Alaska
- (en) Federal Register, volume 44, numéro 26, 6 février 1979 (44 FR (en) 7235) – Première liste dans les 48 États.

#### Au Canada
- Liste de réserves indiennes du Canada
- List of First Nations governments (en)
- Liste des Premières Nations du Canada

#### Droit international
- Anthropologie juridique
- Peuple autochtone, Droit des peuples autochtones (Déclaration des Nations unies sur les droits des peuples autochtones)
- Terra nullius, Doctrine de la découverte, Colonialisme, Colonisation, Décolonisation, Droit des peuples à disposer d'eux-mêmes

#### Bulles pontificales
- Dum Diversas (1452), Romanus pontifex (1455), Aeterni regis (1481), Dudum siquidem (1493), Inter caetera (1493)

#### Études théoriques
- Études postcoloniales, Études décoloniales